# Niandra Lades and Usually Just a T-Shirt
Niandra Lades and Usually Just a T-Shirt es el primer disco en solitario del guitarrista John Frusciante, editado el 8 de marzo de 1994 en el sello American Recordings. El disco combina el vanguardismo con los monólogos interiores, con guitarras, pianos y sintetizadores. La primera mitad del álbum, Niandra Lades, fue grabada antes de que Frusciante dejase los Red Hot Chili Peppers en 1992, durante las sesiones de grabación del disco Blood Sugar Sex Magik. La segunda mitad, Usually Just a T-Shirt, fue grabada después de la salida de Frusciante. El disco consiguió pocas ventas hasta que Frusciante decidió eliminar el disco del mercado en 1998, aunque lo reeditó en 1999.

## Contexto
Frusciante se unió a los Red Hot Chili Peppers con casi 19 años y grabó su primer álbum con el grupo, titulado Mother's Milk, en 1989. Posteriormente, grabó su siguiente trabajo con la banda, Blood Sugar Sex Magik, en una mansión de Hollywood en donde se adaptó bien. Durante su estancia en la mansión, Frusciante pasaba su tiempo libre pintando, escuchando música y componiendo. Además, en las sesiones de grabación se compusieron y grabaron las canciones que aparecen en la primera mitad de Niandra Lades and Usually Just a T-Shirt. Blood Sugar Sex Magik fue publicado el 24 de septiembre de 1991 y fue un éxito instantáneo. Llegó al tercer puesto del Billboard 200 y vendió más de 12 millones de copias en todo el mundo. Esto disgustó a Frusciante, que creía que la banda era demasiado famosa y quería seguir tocando en los clubes en los que tocaba el grupo antes de que se uniese a él. Frusciante no pudo soportar tanta fama y popularidad, y comenzó a tomar cocaína y heroína para poder sobrellevarlo. Durante la parte japonesa de la gira mundial que la banda estaba realizando, Frusciante se fue abruptamente de la banda después de un concierto en Tokio el 7 de mayo de 1992.

## Composición y grabación
Después de dejar a los Red Hot Chili Peppers, Frusciante continuó escribiendo nuevo material, pero nunca pensó en publicarlo. Algunos de sus amigos, como Johnny Depp, Perry Farrell o Flea, consiguieron convencerle de que editase las canciones que había compuesto en las sesiones de Blood Sugar Sex Magik. Frusciante grabó y produjo las canciones en el año 1993, aunque por aquella época, su adicción a la heroína hizo que se resintiese su estado de salud: "Las drogas son la única manera de asegurarse de estar en contacto con la belleza en lugar de dejar que la fealdad del mundo corrompa tu alma", declaró en una ocasión.
Frusciante escribió el álbum para crear "música interesante", que creía que no había existido nunca. Los artistas contemporáneos no estaban escribiendo material que mereciese la pena, en su opinión, y estaban cayendo en la mediocridad del mainstream. Además, Frusciante comenzó a ingerir más drogas para poder sobrellevar su depresión. Muchas de las canciones del álbum no siguen el mismo patrón estilístico que el que se encuentra en la música de los Red Hot Chili Peppers, y algunas de ellas son una crítica a la fama que alcanzó con su antigua banda. La composición de las canciones del disco siguieron un patrón vanguardista e introspectivo.
Frusciante grabó, produjo y arregló el disco él solo y lo editó en el sello de Rick Rubin, American Recordings.

## Recepción
El álbum no fue ampliamente recibido entre el público y recibió distintas críticas por parte de la prensa. Mientras Allmusic dijo que el álbum "era una intrigante e inesperada salida del trabajo de Frusciante con los Red Hot", que "los escasos arreglos de la primera mitad ayudan a sentar la telaraña de guitarras posterior", y que la última parte del álbum contenía "instrumentales psicodélicos agradables con muchos efectos de guitarra"; por su parte, PopMatters comparó a Frusciante con Syd Barrett, y Rolling Stone criticó al álbum por "parecer una demo de cuatro canciones".
La adicción de Frusciante creció con el tiempo. Un artículo publicado en el periódico New Times LA expresó que Frusciante era como un esqueleto cubierto de piel. Frusciante se sometió a una entrevista al canal holandés VPRO, la primera vez que Frusciante aceptó salir en los medios de comunicación desde su partida de los Red Hot Chili Peppers. En la entrevista, Frusciante admite los efectos positivos que las drogas estaban teniendo en él y se enorgullece de ser un adicto. Aun así se aprecia en esta entrevista grabada en vídeo que su estado de salud es bastante preocupante.
El siguiente álbum de Frusciante, Smile from the Streets You Hold, fue publicado para que el guitarrista pudiese costearse su adicción a la heroína. Niandra Lades and Usually Just a T-Shirt vendió alrededor de 45.000 copias hasta que Frusciante lo retiró del mercado en 1998, aunque fue reeditado al siguiente año, en 1999.

## Lista de canciones
| Niandra Lades 1. "As Can Be" – 2:57 2. "My Smile Is a Rifle" – 3:48 3. "Head (Beach Arab)" – 2:05 4. "Big Takeover" (Bad Brains) – 3:18 5. "Curtains" – 2:30 6. "Running Away into You" – 2:12 7. "Ants" - 2:22 (Bonus Track en la versión Casete) 8. "Mascara" – 3:40 9. "Been Insane" – 1:41 10. "Skin Blues" – 1:46 11. "Your Pussy's Glued to a Building on Fire" – 3:17 12. "Blood on My Neck From Success" – 3:09 13. "Ten to Butter Blood Voodoo" – 1:59 14. "Usually Just A T-Shirt" - 3:39 (Bonus Track en la versión Casete) | Usually Just a T-Shirt 1. Untitled #1 – 0:34 2. Untitled #2 – 4:21 3. Untitled #3 – 1:50 4. Untitled #4 – 1:38 5. Untitled #5 – 1:30 6. Untitled #6 – 1:29 7. Untitled #7 – 1:42 8. Untitled #8 – 7:55 9. Untitled #9 – 7:04 10. Untitled #10 – 0:25 11. Untitled #11 – 1:51 12. Untitled #12 – 5:27 13. Untitled #13 – 1:53 |